# Greg James
Greg James (East Hertfordshire, 17 december 1985) is een Brits presentator van radio- en televisieprogramma's. Hij presenteert sinds 20 augustus 2018 The Radio 1 Breakfast Show with Greg James op BBC Radio 1 tussen 06:30 en 10:00. Daarnaast is hij ook presentator van verschillende televisieprogramma's. Zo presenteert hij sinds 2017 mee het programma Sounds Like Friday Night op BBC One. 

## Carrière

### Radio
Greg is sinds 2007 actief als radiopresentator op BBC Radio 1. Hij begon als presentator van de vroege ochtend tussen 4:00 tot 06:30 tot hij in 2009 gepromoveerd werd naar het namiddag blok, tussen 13:00 en 16:00. Van 2012 tot 2018 presenteerde hij het programma Drivetime tussen 16:00 en 19:00 uur nadat hij plaatsen verwisselde met Scott Mills. Daarnaast presenteerde hij tussen 2015 en 2018 iedere vrijdag The Official Chart, het Engels equivalent van de Vlaamse Ultratop 50.
Op 31 mei 2018 werd er bekendgemaakt dat Greg The Radio 1 Breakfast Show gaat presenteren. Nick Grimshaw, die op dat moment de ochtendshow presenteerde neemt Drivetime over van Greg. De laatste Drivetime met Greg werd uitgezonden op 19 juli 2018. De eerste ochtendshow met Greg werd uitgezonden op 20 augustus 2018. Zo werd hij de 16de presentator die het programma, dat sinds 1967 bestaat, presenteert. 

### Televisie
Op televisie heeft Greg verschillende programma's gepresenteerd als hoofdpresentator en co-presentator. Onder meer op BBC Three tussen 2009 en 2015. Momenteel presenteert hij programma's op BBC One zoals The One Show en Sounds Like Friday Night. 

### Schrijver
Samen met nieuwslezer Chris Smith is Greg schrijver van de boekenreeks Kid Normal. In deze boekenreeks zijn intussen drie verschillende boeken uitgebracht en deze zijn vertaald in 19 verschillende talen. Zo bestaat de reeks in het Nederlandstalig als Super Normaal waarvan de eerste twee boeken in het Nederlands te verkrijgen zijn. 